# Bengt Danielsson
Bengt Emmerik Danielsson (6.7.1921 — 4.7.1997) là nhà nhân loại học và là một thành viên thủy thủ đoàn trên chiếc bè thám hiểm Kon-Tiki của nhà thám hiểm người Na Uy Thor Heyerdahl trong chuyến đi dài 7.000 km, xuất phát từ Callao ở Peru, (Nam Mỹ) tới đảo Raroia, một đảo san hô vòng của Polynésie thuộc Pháp năm 1947.

## Cuộc đời và Sự nghiệp
Danielsson sinh tại Krokek (Norrköping) tỉnh Östergötland, Thụy Điển ngày 6 tháng 7 năm 1921, con của bác sĩ Emmerik và Greta (nhũ danh Källgren) Danielsson. Ông học ở đại học Uppsala, đậu bằng tiến sĩ về nhân loại học và làm giám đốc viện Bảo tàng Dân tộc học của Thụy Điển trong nhiều năm (1967-1971).
Sau chuyến thám hiểm bằng bè Kon-Tiki, năm 1948 Danielsson kết hôn ở Lima với Marie-Thérèse, một phụ nữ Pháp. Họ quyết định định cư ở Raroia, một đảo san hô vòng mà chiếc bè thám hiểm đã cập bến. Họ cư ngụ ở đây từ năm 1949 tới 1952. Năm 1953 họ dời sang Tahiti.
Luận án tiến sĩ của ông về dãy đảo Tuamotus, nộp cho Đại học Uppsala năm 1955, được xuất bản năm sau dưới tên Work and Life on Raroia. Sau đó ông viết nhiều sách và kịch bản cho nhiều phim, trở thành một trong các nhà nghiên cứu hàng đầu thế giới về Polynesia.
Từ năm 1961 tới 1978, ông làm lãnh sự của Thụy Điển ở Polynésie thuộc Pháp.
Ông và vợ là những người đặc biệt thẳng thừng chỉ trích các vụ thử hạt nhân của Pháp ở các đảo san hô vòng Moruroa và Fangataufa, cùng việc phá tan văn hóa Polynesia thông qua chủ nghĩa thực dân. Người con gái của họ - Maruia (1952-1972) - bị chết vì bệnh ung thư.
Ông qua đời ngày 4.7.1997 ở Stockholm do tình trạng sức khỏe bị suy yếu, và được mai táng ở Mjölby, Thụy Điển.

## Giải thưởng
- Danielsson và Marie-Thérèse cùng đoạt Giải thưởng Right Livelihood năm 1991.[1]

## Một số tác phẩm chọn lọc
- Danielsson, Bengt & Marie-Thérèse (1986). Poisoned Reign: French Nuclear Colonialism in the Pacific. New York: Penguin Books. ISBN 0-140-08130-5.
- Danielsson, Bengt & Marie-Therèse (1977). Moruroa mon amour. London: Hammondsworth, Penguin.
- Danielsson, Bengt (1965). Love in the South Seas. New York: Reynal.
- Danielsson, Bengt (1965). Gauguin in the South Seas. Garden City, N.Y.: Doubleday.
- Danielsson, Bengt (1962). What Happened on the Bounty. London: G. Allen & Unwin.
- Danielsson, Bengt (1956). Work and Life on Raroia: An Acculturation Study from the Tuamotu Group, French Oceania. London: G. Allen & Unwin.